# Dirophanes hariolus
Dirophanes hariolus là một loài tò vò trong họ Ichneumonidae.